# La Guàrdia d'Ares
La Guàrdia d'Ares és una entitat municipal descentralitzada del municipi de les Valls d'Aguilar, amb 32 habitants (2019) repartits en tres nuclis de població. Situat a la part central del terme, el poble de la Guàrdia d'Ares és el cap de l'EMD i està situat dalt d'un turó al marge esquerre del riu de la Guàrdia.
| Entitat de població | Habitants (2019) |
| ------------------- | ---------------- |
| Espaén              | 11               |
| la Guàrdia d'Ares   | 20               |
| Trejuvell           | 1                |
| Font: Idescat       |                  |

Està comunicat per la carretera local LV-5134, d'una banda, amb els Castells i Taús i, de l'altra, amb Noves de Segre.
A la part alta del poble hi ha l'església romànica de Sant Esteve, del segle xii. L'antic castell era l'actual borda del Rei, que encara conserva ruïnes del recinte emmurallat.
Va ser un municipi independent fins al 1972. L'antic terme comprenia, igual com l'entitat municipal descentralitzada actual, els pobles d'Espaén i Trejuvell (situats a la mateixa carretera local en direcció a Noves) i altres nuclis menors.
| 1990 | 1991 | 1994 | 1995 | 1996 | 2001 | 2003 | 2005 |
| ---- | ---- | ---- | ---- | ---- | ---- | ---- | ---- |
| 34   | 27   | 27   | 32   | 36   | 39   | 42   | 37   |

## Fills i filles il·lustres
- Francesc Miravet i Garcés (1831-1896), metge i delegat de l'Assemblea de Manresa (1892).